# Rosztócs
Rosztócs románul: Rostoci település Romániában, a Partiumban, Arad megyében.

## Fekvése
Nagyhalmágytól nyugatra fekvő település.

## Története
Rosztócs, Rasztóc nevét 1439, 1441, majd 1445-ben említette először oklevél Raztolcz; Alsó- és Felső-Raztolcz néven. 1461-ben Rastoch a világosi vár tartozékaként volt említve. Nevét 1808-ban Rostócz ~ Rosztócz, 1888-ban Rosztocs (Rostocs), 1913-ban Rosztócs néven írták.
1910-ben 352 görögkeleti ortodox román lakosa volt.
A trianoni békeszerződés előtt Arad vármegye Nagyhalmágyi járásához tartozott.